# Szattuara I
Szattuara I (w transliteracji z pisma klinowego zapisywane mšá-at-tu-a-ra) – władca huryckiego królestwa Hanigalbat, kontynuującego tradycje państwa Mitanni; współczesny asyryjskiemu królowi Adad-nirari I (1307–1275 p.n.e.). Jego związek z mitannijską rodziną królewską pozostaje niejasny. Niektórzy uczeni sądzą, że był on drugim synem Artatamy II i bratem Szuttarny III, rywala Szattiwazy.
Szattuara I był wasalem asyryjskiego króla Adad-nirari I (1307–1275 p.n.e.), ale zbuntował się przeciw niemu. Spotkało się to z szybką reakcją Adad-nirari I, który najechał Hanigalbat, pojmał Szattuarę I, sprowadził go do miasta Aszur i zmusił do odnowienia przysięgi lojalności. Następnie pozwolono mu wrócić do Hanigalbatu, ale musiał płacić Adad-nirari I regularny trybut. Wydarzenia te opisane zostały w jednej z inskrypcji królewskich Adad-nirari I:
„Gdy Szattuara, król Hanigalbatu, zbuntował się przeciwko mnie i rozpoczął działania wojenne, z rozkazu boga Aszura, mego pana i sprzymierzeńca, i (z rozkazu) wielkich bogów, którzy wydają korzystne dla mnie wyroki, pojmałem go i sprowadziłem do mego miasta Aszur. Zmusiłem go do złożenia przysięgi i następnie pozwoliłem mu powrócić do swego kraju. Co rok, tak długo jak (on) żył, otrzymywałem od niego trybut w mym mieście Aszur”
Po śmierci Szattuary I władzę w Hanigalbat przejął jego syn Wasaszatta.